# 肖公館
肖公館位於四川省宜賓市宜賓縣，文物遺址年代判定為1924年。2012年7月16日公佈為第八批四川省文物保護單位。
肖公館位於四川省宜賓市宜賓縣橫江鎮民主社區商業街後，建於民國十三年，是時任屏山縣縣長兼金、關兩河清鄉司令肖錫珍所建的西式別墅，俗稱“洋樓”。現存建築面積880平方米，坐西向東，磚木石結構，懸山式頂，二樓一底，四合院佈局，通高12米。底樓前堂：面闊三問15米，進深一問5.5米。後堂：面闊三間15米，進深5.5米。左右廂房各二間，其中左廂房：面闊二間10米，進深一間5米。內有天井，前堂北面建有圍牆、外大門、值班房及垂帶式踏道。院周有回廊，二、三樓用圓木、木板鋪建。肖公館採用中西結合的建築風格，佈局合理，設計獨特，結構堅固，將中西建築風格融為一體，具有較高的科學、藝術、歷史價值。2011年，肖公館被宜賓市人民政府公佈為市級文物保護單位。